# Forever Alone
Forever Alone è un singolo del rapper italiano Coez, pubblicato il 17 dicembre 2012 come terzo estratto dall'album Non erano fiori.

## Video musicale
Il 17 dicembre 2012 è stato pubblicato su YouTube il video ufficiale del brano, con la regia di Davide Fois.

## Tracce
Testi di Coez, musiche di Coez e Riccardo Sinigallia.
1. Forever Alone – 3:26